# Summit Air

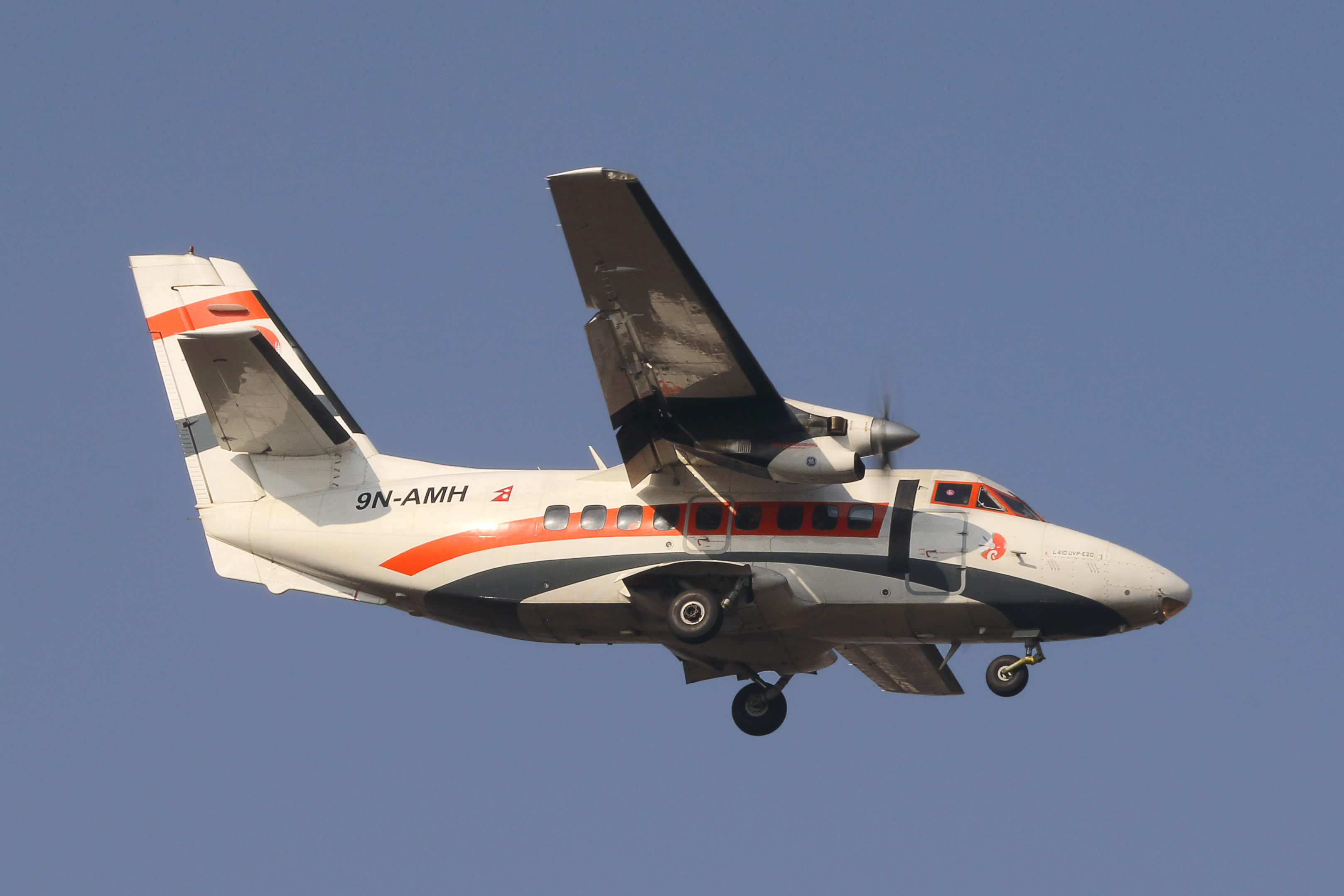
L'area operativa e i principali punti serviti.

Summit Air è una compagnia aerea charter canadese con sede a Yellowknife.

## Storia
La compagnia aerea è stata fondata nel giugno 1987 come operatore di voli charter e cargo. Nel corso degli anni '90 ha effettuato anche alcuni collegamenti regolari di linea. Nel gennaio 2001, la sede operativa è stata spostata a Yellowknife mentre nel giugno 2009, la società è diventata di proprietà del gruppo Ledcor Group of Companies. Nell'agosto 2012, l'aerolinea ha acquistato Arctic Sunwest Charters mentre nel gennaio 2015, Summit Air ha acquistato un British Aerospace Avro RJ85 per operare dall'Aeroporto di Yellowknife all'Aeroporto di Edmonton.

## Flotta

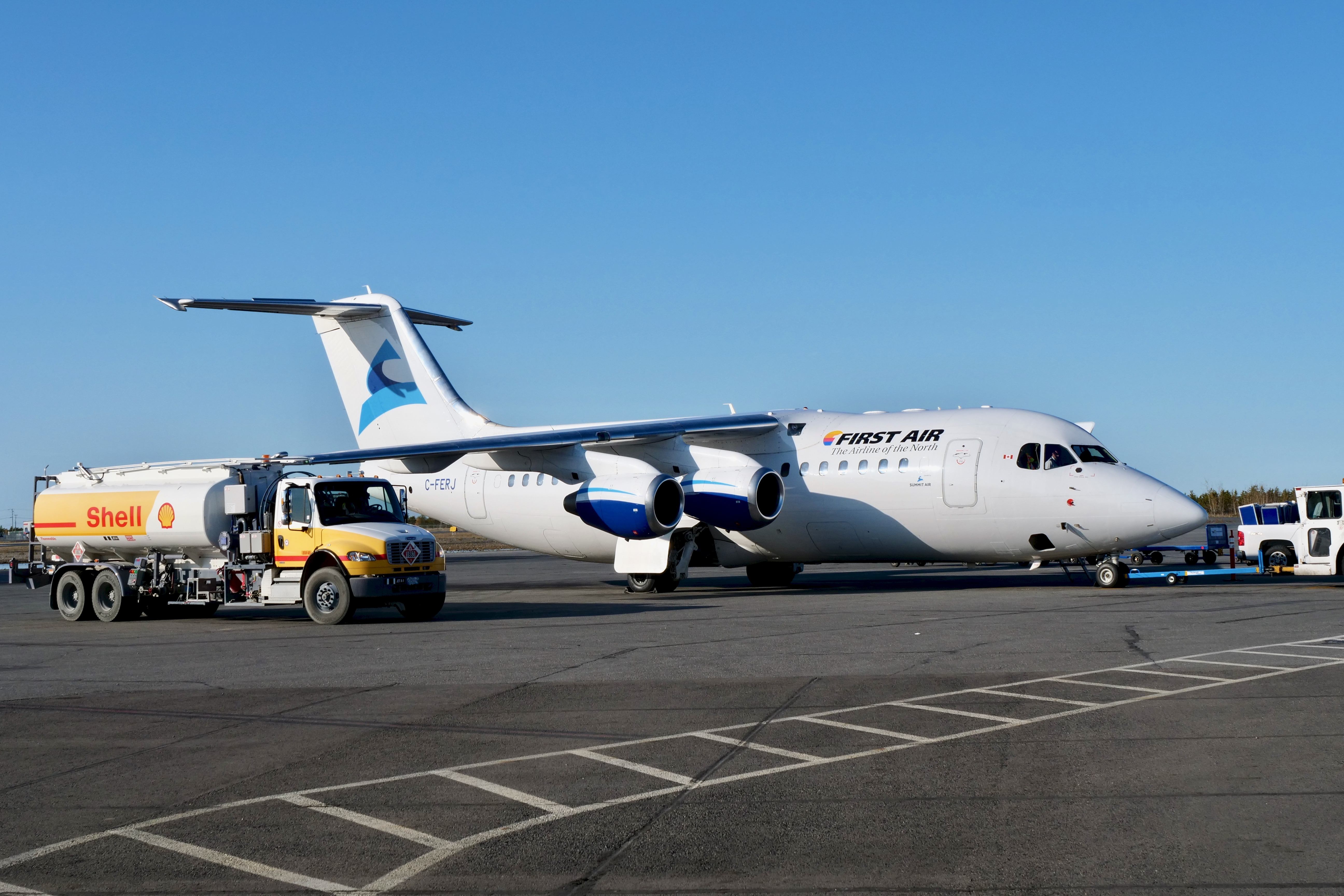
Un British Aerospace Avro RJ85 di Summit Air.

A maggio 2020 la flotta Summit Air risulta composta dai seguenti aerei:

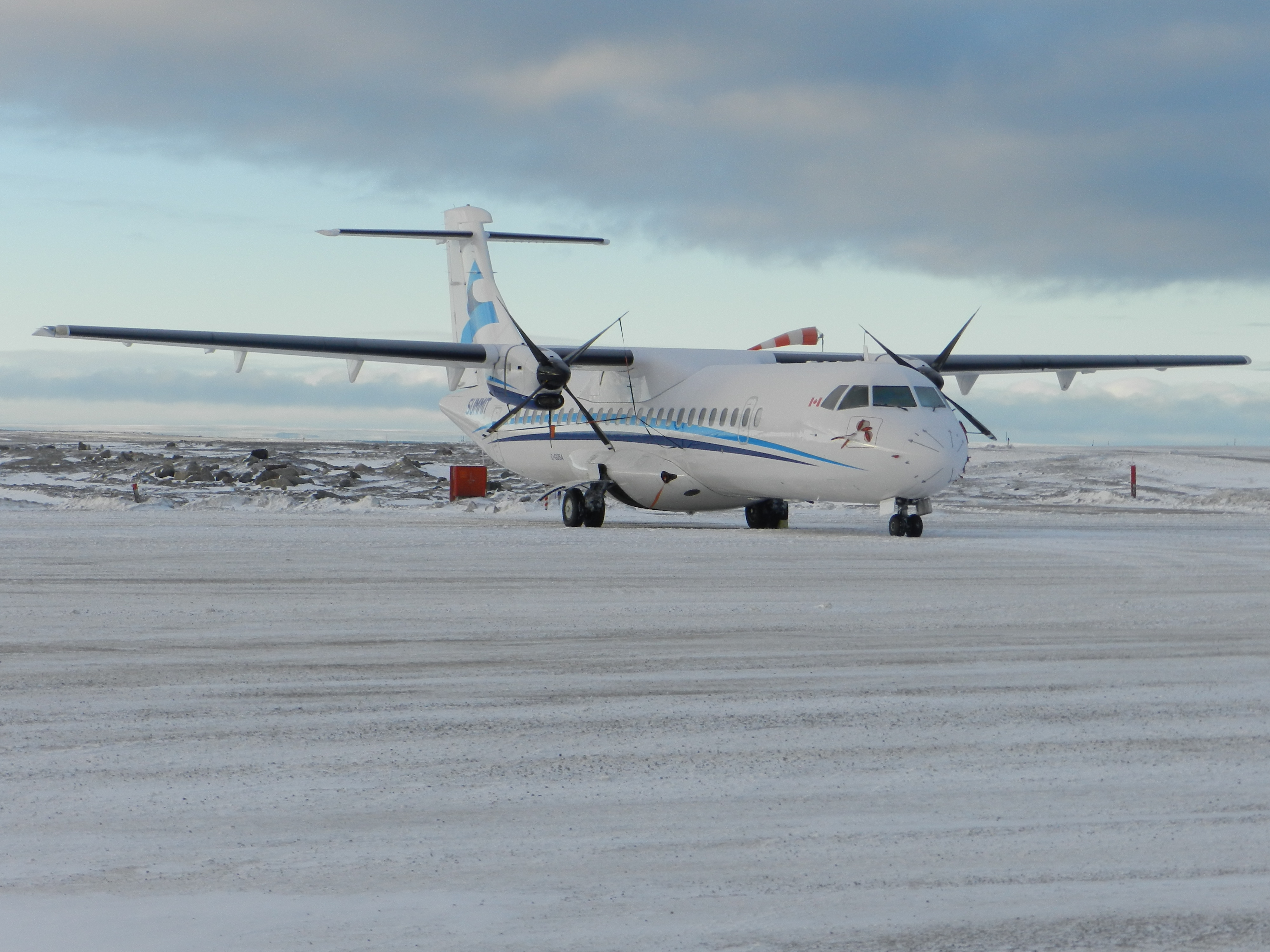
ATR 72
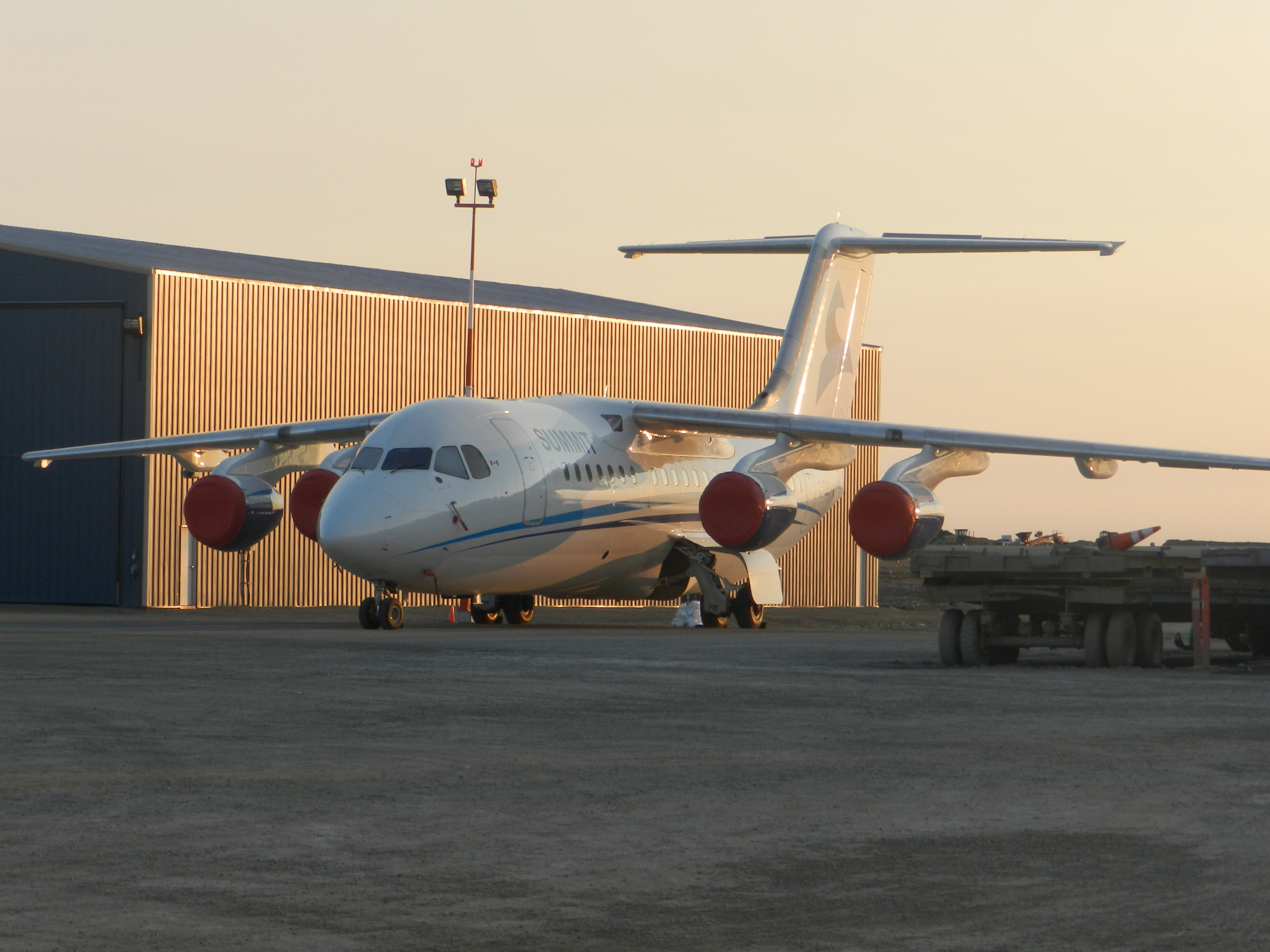
British Aerospace 146
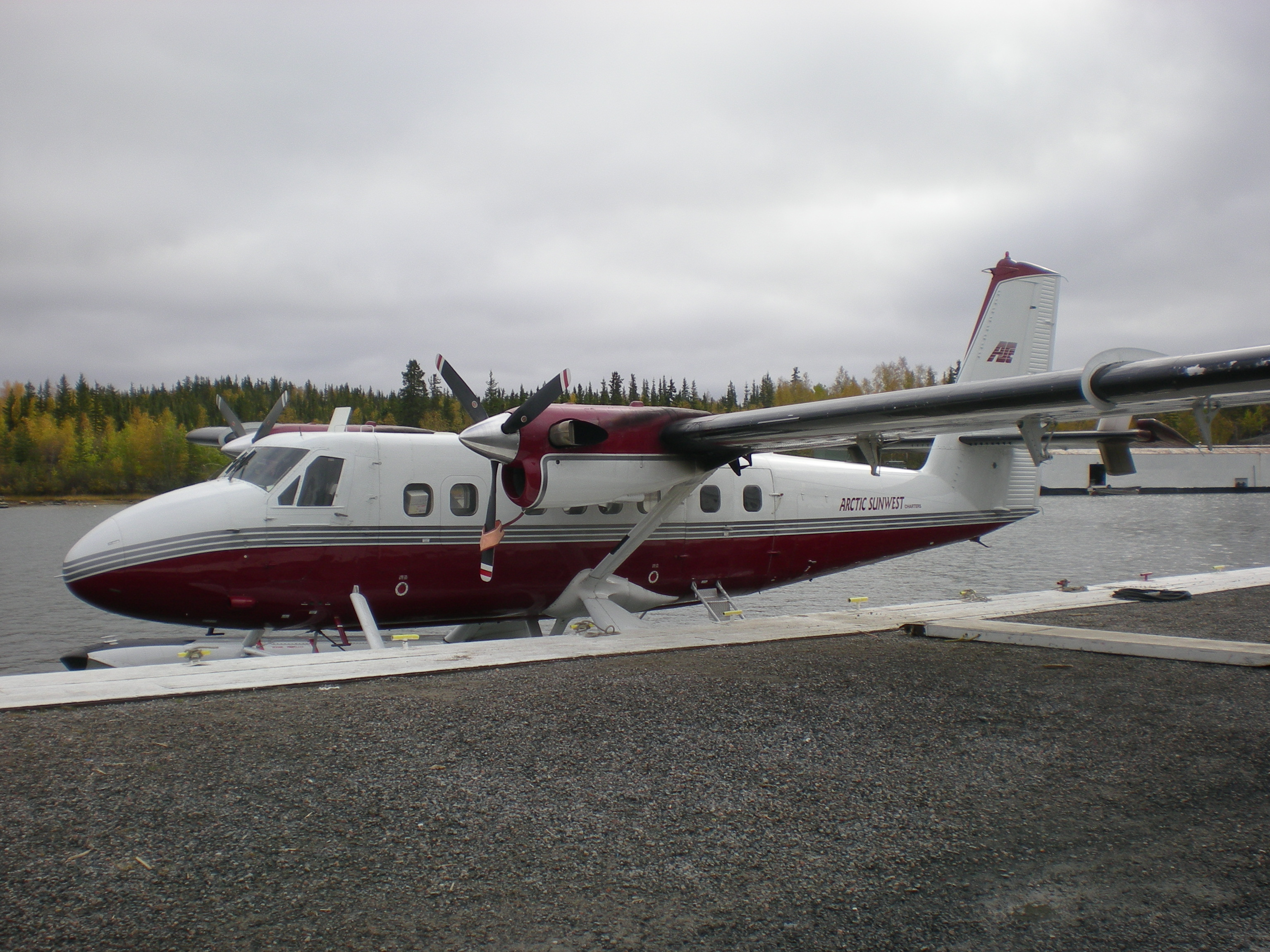
de Havilland Canada DHC-6 Twin Otter
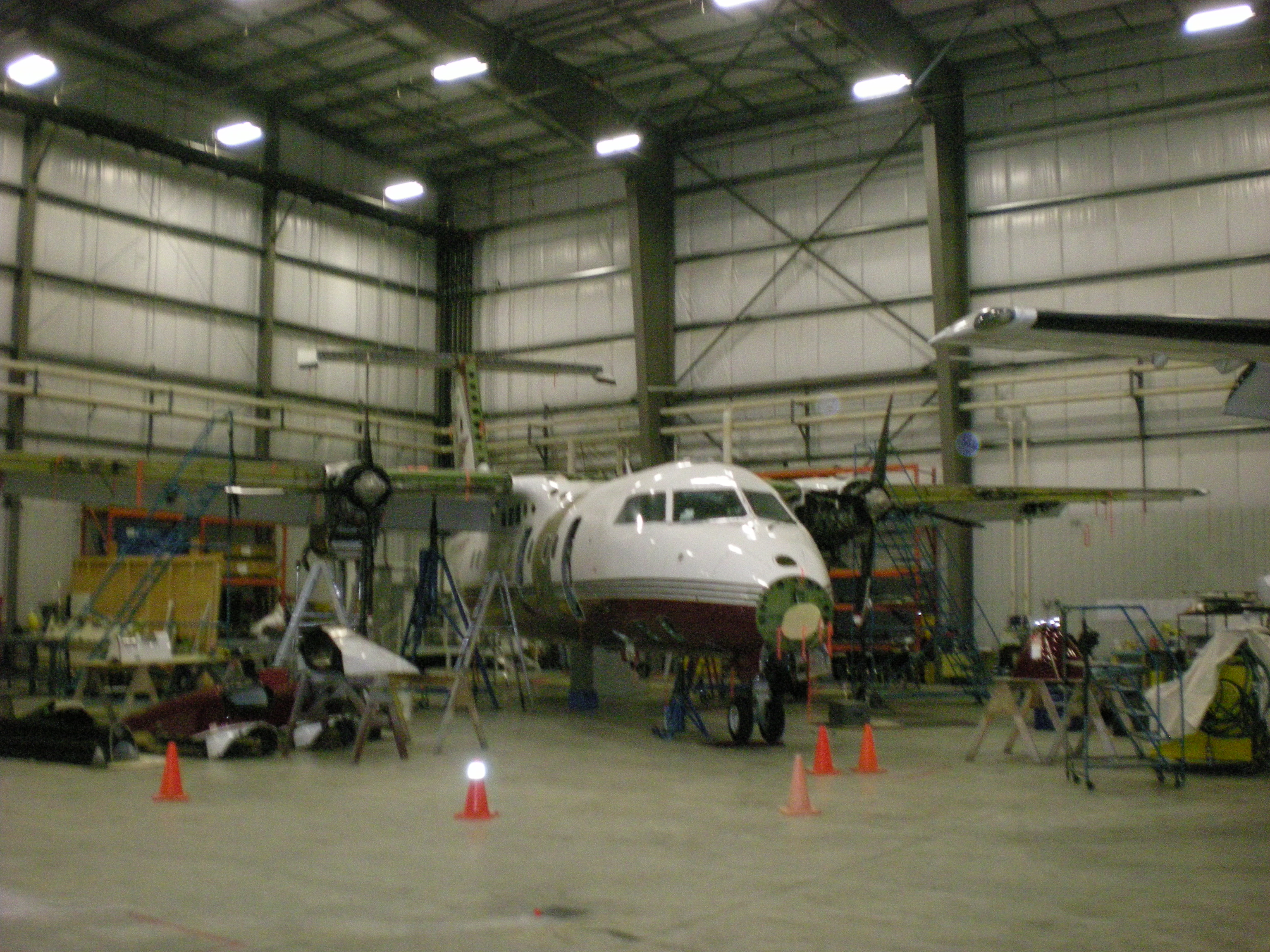
de Havilland Canada Dash 8
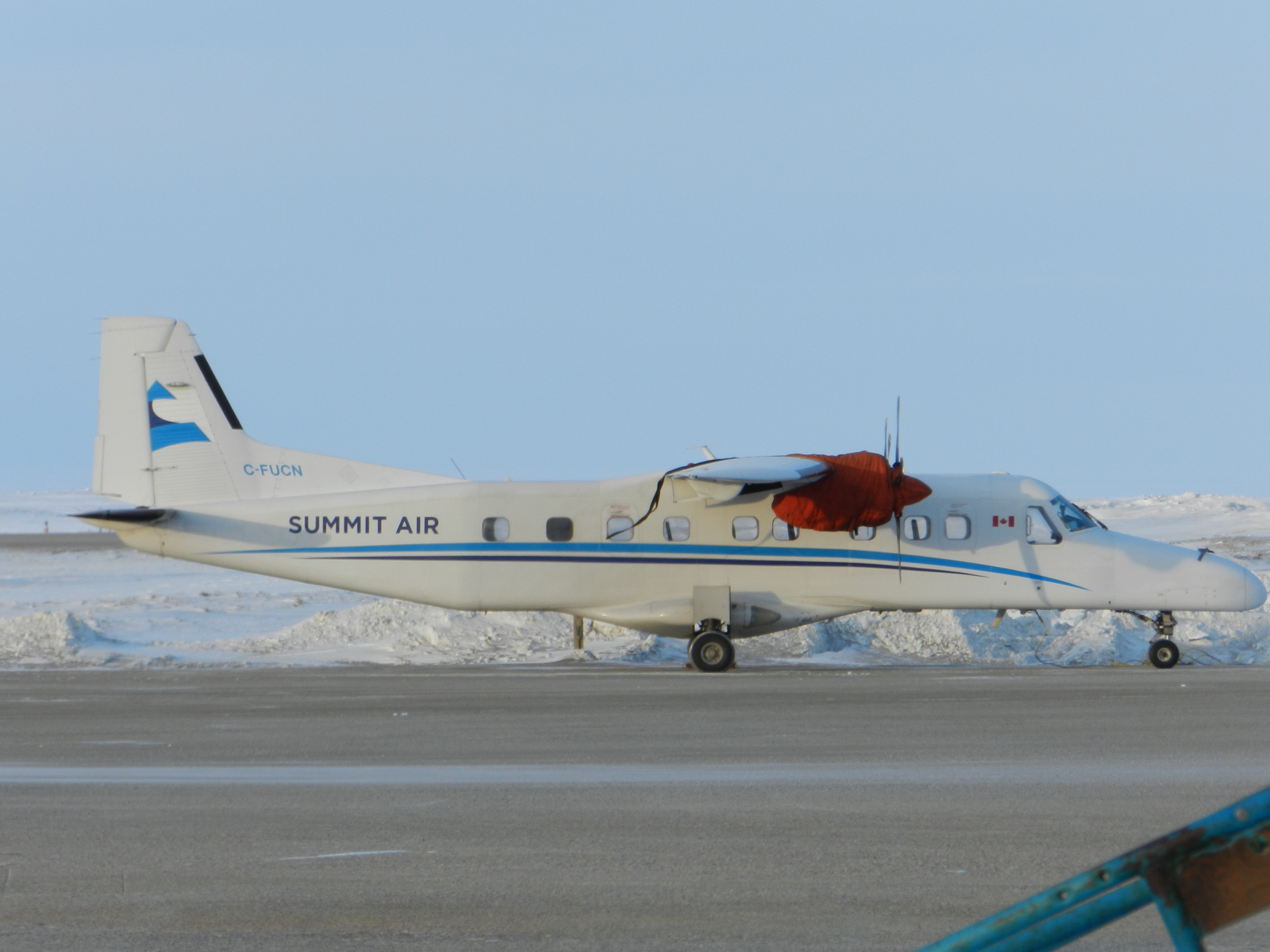
Dornier Do 228
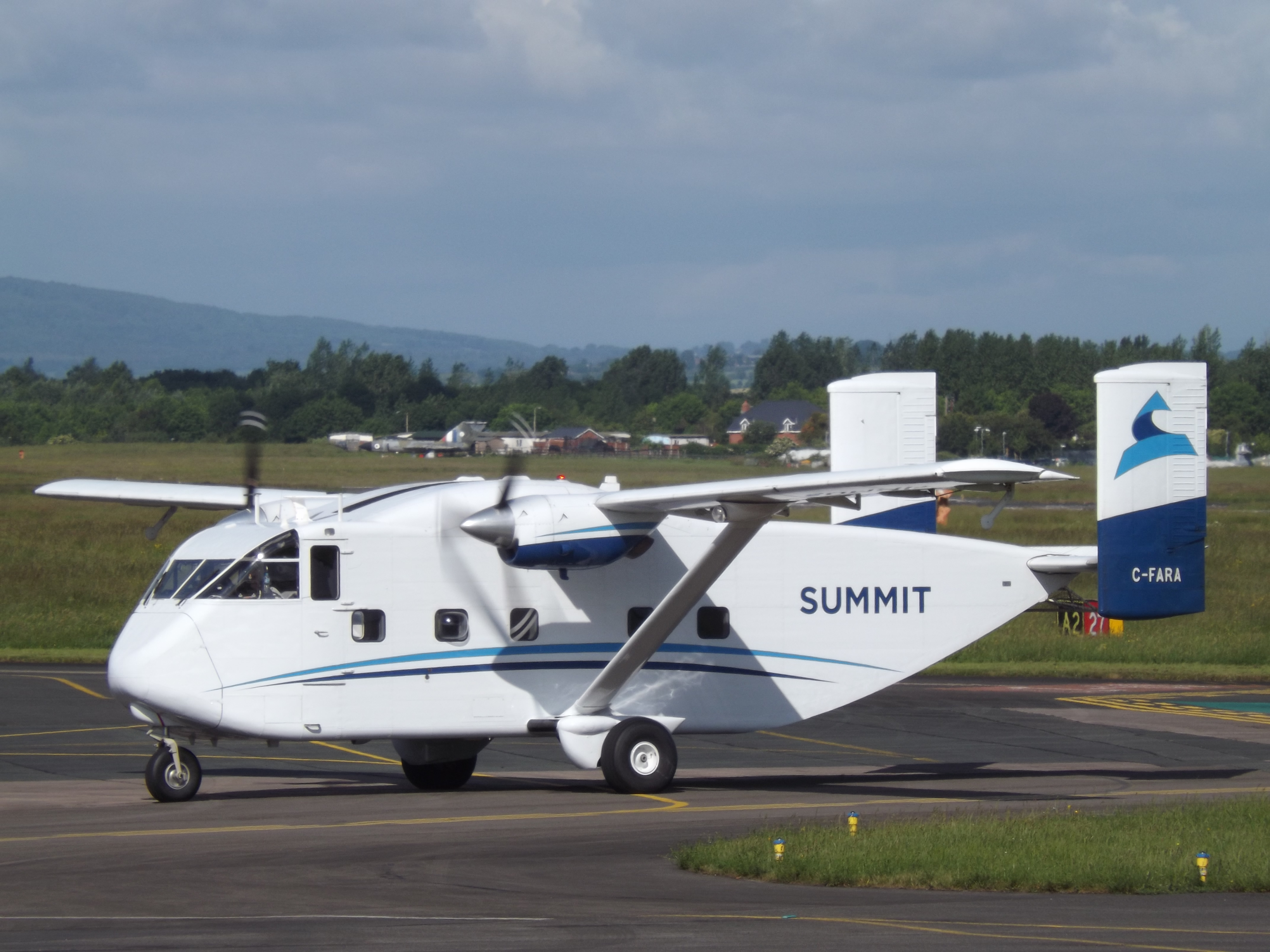
Short SC.7 Skyvan